# Sybrida
Sybrida is een geslacht van vlinders van de familie snuitmotten (Pyralidae), uit de onderfamilie Pyralinae.

## Soorten
- S. amethystalis Ghesquière, 1942
- S. angulata Ghesquière, 1942
- S. dipenthes Meyrick, 1934
- S. inordinata Walker, 1865
- S. latericia Ghesquière, 1942
- S. rhodinalis Hampson, 1906
- S. roccelina Ghesquière, 1942